# Stiftung Luthergedenkstätten in Sachsen-Anhalt
Die Stiftung Luthergedenkstätten in Sachsen-Anhalt wurde 1997 gegründet. In ihrer Obhut befinden sich fünf Museen:

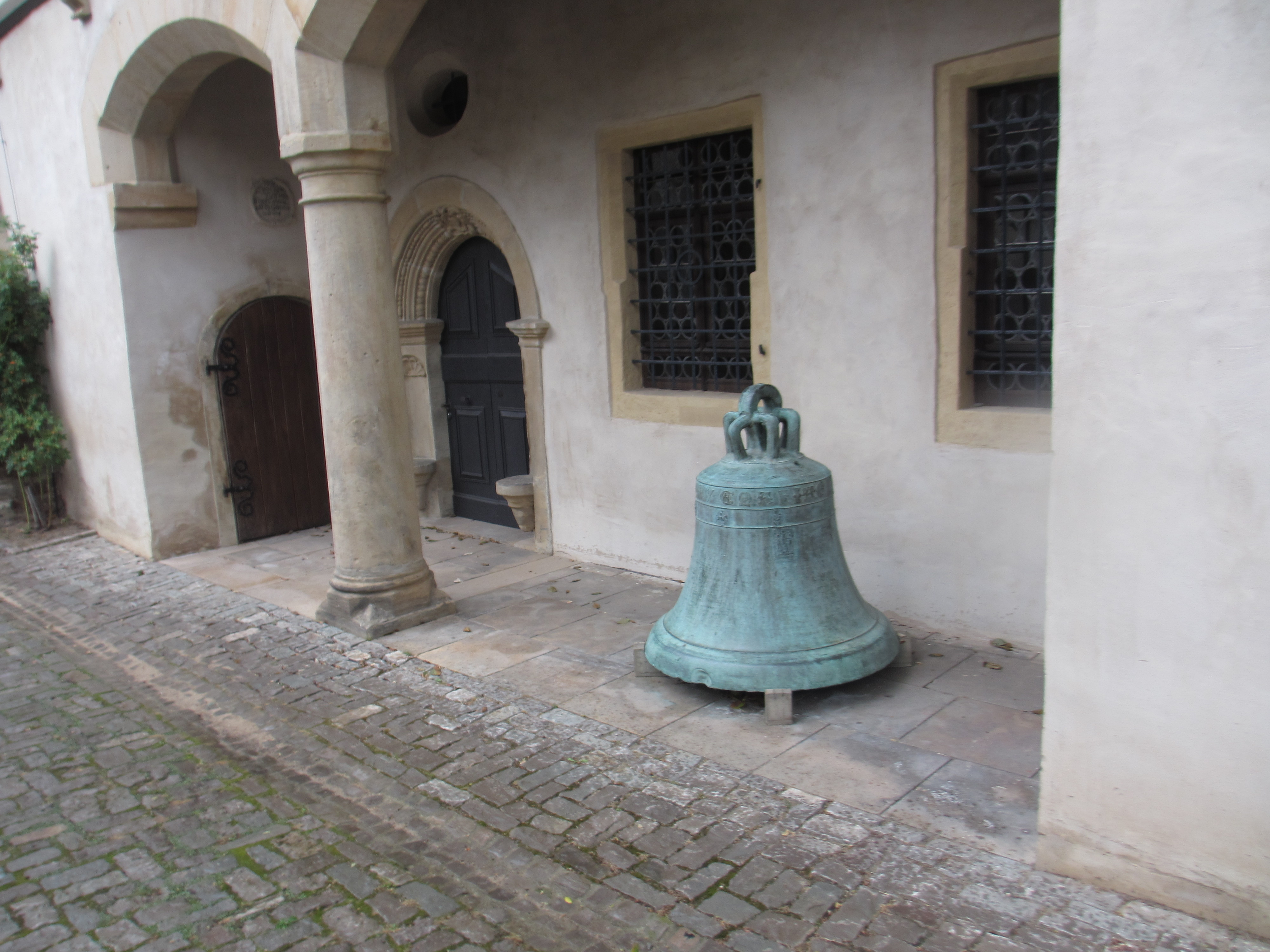
Luthers Geburtshaus

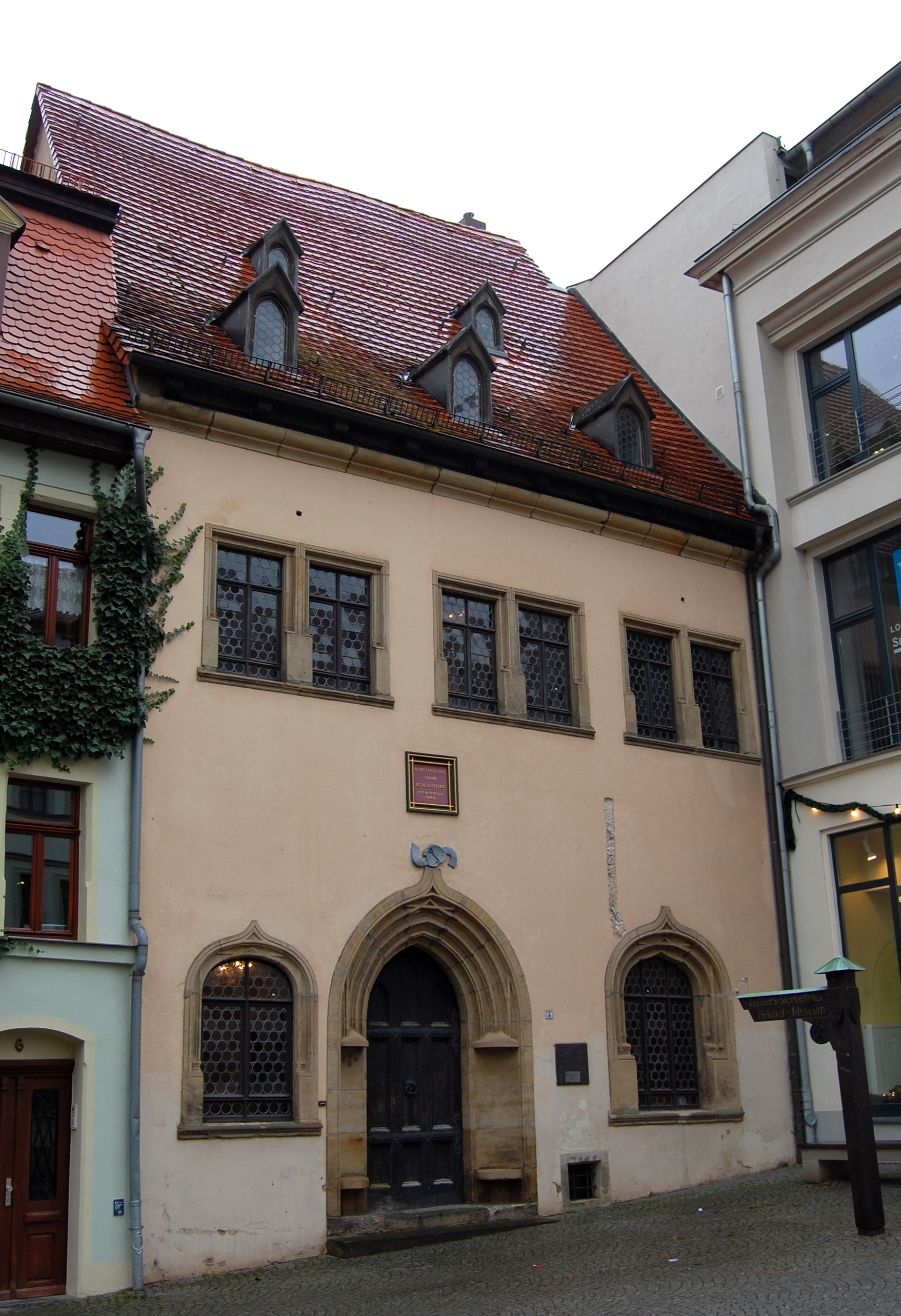
Luthers Sterbehaus

- Martin Luthers Geburtshaus in der Lutherstadt Eisleben
- Martin Luthers Sterbehaus in der Lutherstadt Eisleben
- Augusteum und Lutherhaus Wittenberg
- Melanchthonhaus Wittenberg
- Martin Luthers Elternhaus in Mansfeld

Die ersten vier Häuser gehören seit 1996 zum UNESCO-Weltkulturerbe. „Martin Luthers Elternhaus“ ist seit dem 14. Juni 2014 eröffnet. Die Gebäude, Sammlungen und Ausstellungen werden von der Stiftung gepflegt und weiterentwickelt. Das Erbe Martin Luthers und der Reformation zu bewahren und zu vermitteln, ist die Aufgabe der Stiftung.
Eine breitgefächerte Vermittlung der Reformationsgeschichte zählt zu den zentralen Aufgaben und Anliegen der Stiftung. Dazu konzipieren und organisieren die Mitarbeiter Ausstellungen und Tagungen, erschließen die Sammlungen und publizieren ihre Forschungsergebnisse. Ausstellungsführungen, Vorträge und Lesungen runden das vielfältige Angebot ab.
Ein weiterer zentraler Aspekt der Vermittlungsarbeit ist die kulturelle Bildung. In allen fünf Museen hat die Stiftung vielfältige museumspädagogische Programme entwickelt, die Kindern und Jugendlichen, aber auch Erwachsenen die Gelegenheit bieten, sich auf spielerische Art mit der Reformation auseinanderzusetzen und ihre Protagonisten kennenzulernen.
Das Forschungsprofil der Stiftung setzt Schwerpunkte vor allem in der Aufarbeitung der visuellen Wirkung der Reformation und der Geschichte der eigenen Häuser als Beispiele der Lutherrezeption. Zu den wissenschaftlichen Aktivitäten zählen Forschungsprojekte, Tagungen und die Herausgabe von Publikationen.
2007 wurde unter dem Dach der Stiftung die Geschäftsstelle „Luther 2017“ errichtet. Damit war die Stiftung ein zentraler Akteur bei den Vorbereitungen für das Reformationsjubiläum 2017, in dem sich die Veröffentlichung von Luthers 95 Thesen zum 500. Mal jährte.
Bis Ende 2025 wird der Bestand der Stiftung auf NS-Raubkunst untersucht.